# Джим Клірі
Джим Клірі (англ. Jim Cleary, нар. 27 травня 1956, Енніскіллен) — північноірландський футболіст, що грав на позиції півзахисника. Відомий виступами за північноірландські клуби «Портадаун» та «Гленторан», а також у складі національної збірної Північної Ірландії. Дворазовий чемпіон Північної Ірландії, п'ятиразовий володар Кубка Північної Ірландії.

## Клубна кар'єра
Джим Клірі розпочав виступи на футбольних полях у складі нижчолігового північноірландського клубу «Енніскіллен Рейнджерс». У 1974 році перейшов до клубу найвищого північноірландського дивізіону «Портадаун». За цю команду Джим Клірі відіграв наступні шість сезонів своєї ігрової кар'єри.
У 1980 році Джим Клірі став гравцем клубу «Гленторан». У першому ж сезоні у складі «Гленторана» він став чемпіоном Північної Ірландії. У сезоні 1982—1983 років він стає у складі команди володарем Кубка Північної Ірландії, а також визнається кращим футболістом Північної Ірландії. У 1985—1987 роках тричі поспіль у складі команди ставав володарем Кубка Північної Ірландії. У сезоні 1987—1988 років Джим Клірі вдруге став у складі «Гленторана» чемпіоном Північної Ірландії. У 1989 у складі команди в п'ятий раз став володарем Кубка Північної Ірландії. Після закінчення сезону 1988—1989 завершив виступи на футбольних полях.

## Виступи за збірну
У 1982 році Джим Клірі дебютував у складі національної збірної Північної Ірландії. У цьому ж році його включили до складу збірної для участі в чемпіонаті світу в Іспанії. Грав у складі збірної до 1984 року, провів у її складі 5 матчів, у яких забитими м'ячами не відзначився.

## Титули і досягнення
- Чемпіон Північної Ірландії (2):

«Гленторан»: 1980—1981, 1987—1988
- Володар Кубка Північної Ірландії (5):

«Гленторан»: 1982—1983, 1984—1985, 1985—1986, 1986—1987, 1987—1988
- Найкращий футболіст Північної Ірландії: 1983